# Dunavski peljar
Dunavski peljar (francuski: Le pilote du Danube) je pustolovni roman francuskog književnika Julesa Vernea.

## Radnja
U djelu se miješaju tri različite priče. U prvoj od njih glavni junak romana, odvažni dunavski pilot Sergej Ladko, upleće se u pripremanje domoljubnog ustanka s ciljem oslobađanje Bugarske. Druga priča govori o jednoj lijepoj mladoj ženi za čiju se ljubav bore dva podjednako odlučna muškarca. Treća priča je uzbudljiva kriminalistička priča u kojoj budimpeštanski detektiv Karl Dragoch, šef Dunavske policije, pokušava ući u trag opasnoj razbojničkoj bandi.

## Likovi
- Sergej Ladko – bugarski domoljub i dunavski peljar, čovjek koji tijekom osmanske vlasti potpomaže ustanak svog naroda. Zbog osmanskih progona bježi iz domovine i vraća se kao Ilija Brusch, njemački ribolovac i pustolov. Tijekom plovidbe Dunavom doživljava nevjerojatne pustolovine, ali na kraju završava kao otac troje uspješne djece.
- Karl Dragoch – mađarski detektiv, inteligentan i konzervativan. Njegov zadatak je uhvatiti dunavske lopove, zbog čega počne sumnjati na Sergeja i ukrcava se u njegov brod pod imenom gospodin Jager.
- Nača Gregorović – mlada Bugarka i Sergejeva djevojka, kasnije i žena, razlog njegovog i Ivanovog sukoba.
- Ivan Striga – vođa bande koji je zaljubljen u Naču; sukobljava se sa Sergejem i izdaje ga osmanskim vlastima. Nakon toga počinje terorizirati dunavske obale i za sve optužuje Sergeja, koji ga ubija u sukobu na brodu.
- Gospodin Miclesco – poglavar Dunavskog saveza.

## Vanjske poveznice
|  | Zajednički poslužitelj ima još gradiva o temi Dunavljski peljar |